# Molophilus exemptus
Molophilus exemptus är en tvåvingeart som beskrevs av Alexander 1953. Molophilus exemptus ingår i släktet Molophilus och familjen småharkrankar. Inga underarter finns listade i Catalogue of Life.